# 고분촌
고분촌(郷分村)은 히로시마현 누마쿠마군에 설치되었던 촌이다.